# Joselo Schuap
Joselo Schuap (Oberá, Misiones, 30 de abril de 1973) es un compositor y cantante argentino de chamamé y música litoraleña. En la actualidad es el trovador más popular de Misiones y se autodefine como un morocho de apellido alemán.
Ganó varios premios en festivales y ha compartido escenario o realizado grabaciones con músicos como Raúl Barboza, León Gieco, Horacio Fontova, Luis Salinas, Mario Bofill y el sacerdote Julián Zini, entre otros.

## Trayectoria

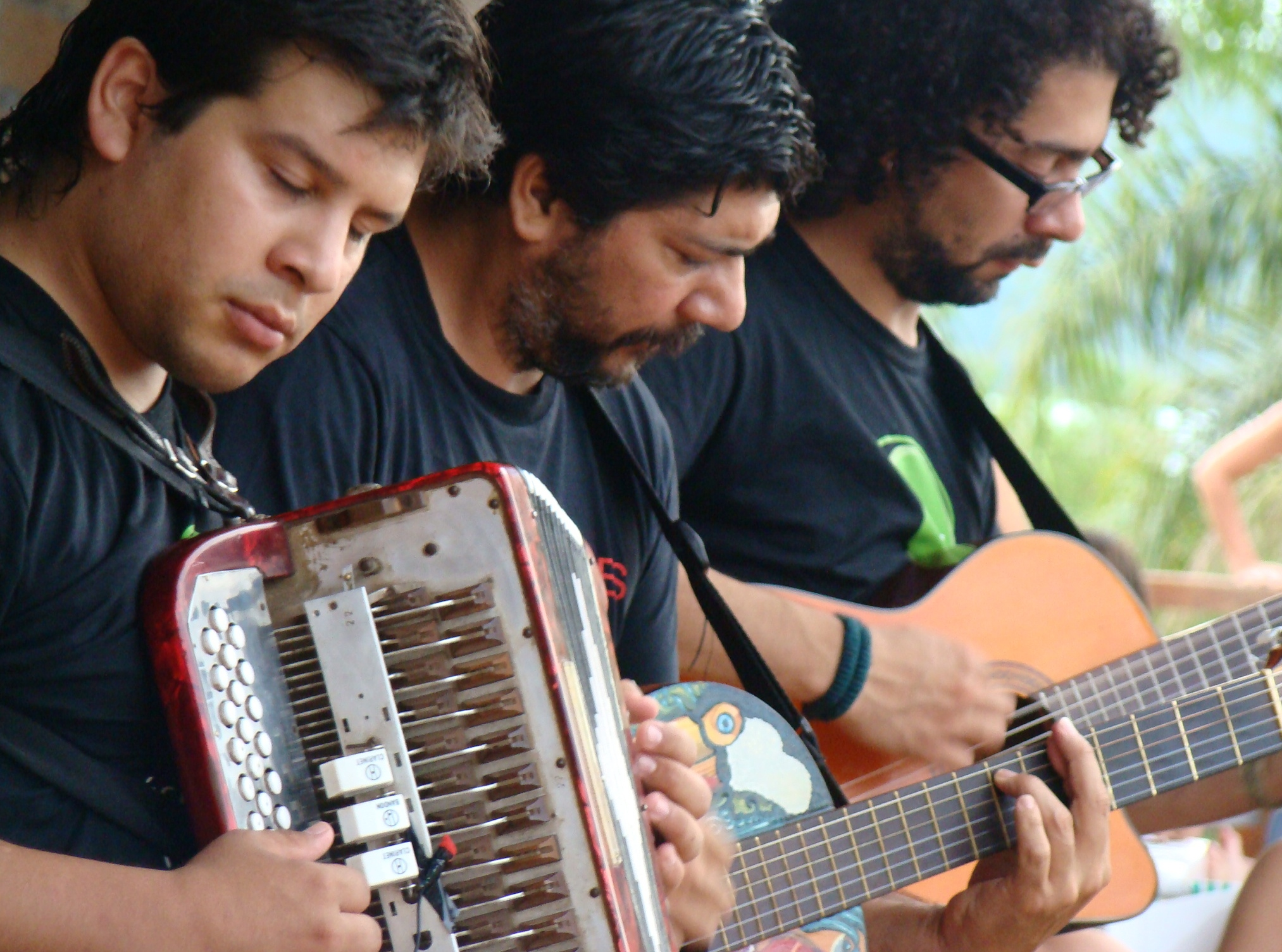
Joselo de Misiones (centro) durante un concierto

Schuap desarrolló una carrera artística de más de 20 años de trayectoria como músico popular misionero del Chamamé, siendo conocido por sus canciones que relatan la vida del hombre del lugar, los personajes de la tierra, el cuidado del medio ambiente y los derechos humanos, y la defensa de la cultura popular como un bien colectivo y tan rico como la biodiversidad de la provincia de Misiones, tierra del agua de las Cataratas del Iguazú, en la triple frontera con Brasil y Paraguay.
Ferviente militante de la unión latinoamericana, a través de proyectos como «4 Banderas», creado para reivindicar al Paraguay, tras la Guerra de la Triple Alianza, o integrando la «Orquesta del Río Infinito», proyecto de Manuel Obregón, (ministro de cultura y juventud de Costa Rica), que navega los ríos de América Latina, buscando raíces y culturas de las orillas, y concientizando sobre el cuidado del agua. De la navegación correspondiente al río Paraná, se desprende una película de cuatro capítulos, donde Joselo Schuap conoce a Pepe Tobal, quien dirige el rodaje del documental, y luego lo convoca para filmar «La 40», para la televisión nacional y pública de Argentina.

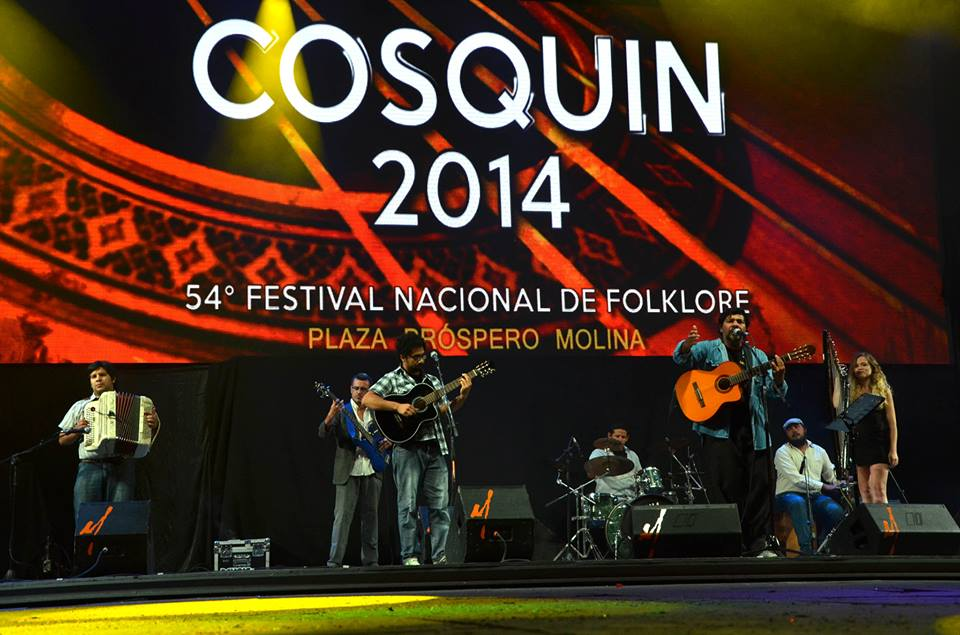
Joselo Schuap en el escenario mayor del Festival de Cosquín edición 2014.

Desde el 6 de agosto de 2006, Joselo Schuap comparte con el Payaso y malabarista «Pochosky», el muralista Carlos Nievas, y los músicos que lo acompañan permanentemente como Cristian Sequeyra (guitarrista), Jonathan Mombage (acordeonista), David Nanio (baterista), y amigos en toda la Argentina como Julio Morales en percusión, Sonia Álvarez en Arpa, o Guillermo Irigoyen en bajo, el proyecto itinerante de la «Gira H2O» en un viejo colectivo modelo 1961, con el que registran el viaje por la ruta más larga del país, desde la Quiaca hasta Cabo Vírgenes del sur argentino continental, con gran repercusión nacional.
En este proyecto, y ya desde antes, se contacta con el gran artista argentino León Gieco, y graba con el cuatro canciones que integran el último trabajo discográfico editado por el sello «B&M - Registros de Cultura», de Ciudad de La Plata.
Gieco acompaña el trabajo de estos músicos viajeros, y admite que puedan continuar con el De Ushuaia a La Quiaca, a modo de un homenaje a la gesta de 1985, que Gieco realizó por gran parte del país, grabando y tocando con Gustavo Santaolalla.
En la edición 2014 del Festival de Cosquín, fue premiado por su lucha y canciones relacionadas con la naturaleza, asegurándose un lugar entre las figuras más importantes de esta generación en la música popular y folclórica argentina.

## Discografía
| Álbum                       | Año  | Tipo                                   |
| --------------------------- | ---- | -------------------------------------- |
| El sueño del pibe           | 2014 | Álbum de estudio                       |
| Machete y Chamamé           | 2012 | Álbum de estudio                       |
| Tributo a María Elena Walsh | 2011 | Álbum de estudio                       |
| Somos Agua                  | 2010 | Julián Zini/Mario Bofill/Joselo Schuap |
| Mundo Azul                  | 2010 | Álbum de estudio                       |
| Litoralmente                | 2009 | Álbum de estudio                       |
| Agua Bendita                | 2006 | Álbum de estudio                       |
| Sepan que soy Misionero     | 2004 | Álbum de estudio                       |